# Satellite per telerilevamento

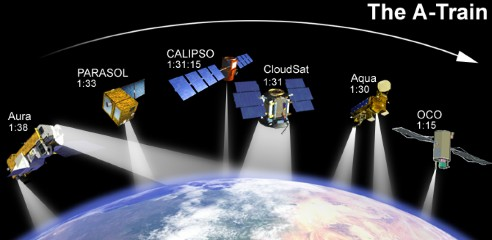
Schema illustrativo di alcuni satelliti.

Un satellite per il telerilevamento è un satellite artificiale situato in orbita attorno alla Terra per effettuare l'osservazione sistematica e il telerilevamento della superficie terrestre.

## Descrizione
I satelliti di questo tipo avevano inizialmente lo scopo di produrre immagini satellitari; successivamente il loro compito si è allargato, comprendendo lo studio di informazioni sulle caratteristiche dei terreni, sulla vegetazione, le coltivazioni e l'inquinamento. I dati raccolti vengono utilizzati per vari scopi, tra cui l'individuazione delle risorse naturali e l'esecuzione della cartografia di precisione. Le osservazioni satellitari possono riguardare le terre emerse, l'atmosfera e gli oceani.
I satelliti per il telerilevamento possono essere muniti di strumentazione passiva, come le telecamere per la ripresa nel visibile (IMINT) o nell'infrarosso o di strumentazione attiva, come i radar. In genere tali satelliti sono satelliti non geostazionari ovvero si spostano ad una certa velocità lungo orbite inclinate rispetto al piano equatoriale terrestre, spesso in orbita polare, ad altitudini basse o medie orbita terrestre bassa (LEO) e orbita terrestre media (MEO), coprendo così l'intera superficie terrestre in un certo tempo di scansione (propriamente chiamata "risoluzione temporale") ovvero in un certo numero di orbite intorno alla Terra.
I primi satelliti per il telerilevamento sono stati i Landsat; successivamente sono stati lanciati i satelliti Envisat, SPOT, Resurs-P 1,  ERS, RADARSAT e RapidEye. Alla cartografia sono stati dedicati i satelliti IKONOS, GeoEye-1 e QuickBird. Più recenti i satelliti WorldView-1 e WorldView-2 (lanciato nell'ottobre 2009) ed il sistema COSMO-SkyMed. Quest'ultimo è costituito da 4 satelliti, l'ultimo dei quali lanciato nel novembre 2010. Tra i satelliti dedicati allo studio degli oceani si possono ricordare i Seasat e Oceansat.